# 楚漢春秋
楚漢春秋是西漢陸賈編寫的一本有關記錄楚漢戰爭歷史的書籍，共9卷。司馬遷在編寫史記時涉及楚漢戰爭方面有不少內容取材自該書。楚漢春秋完整版本至南宋時開始失傳，清朝的茆泮林、洪頤煊和黃奭對楚漢春秋進行過輯佚工作，內容分別保存在《龍溪精舍》、《問經堂叢書》和《黃氏逸書考》中。